# Hiroshi Minatoya
Hiroshi Minatoya, né le 17 octobre 1943, et mort le 15 juin 2016, est un judoka japonais. 

## Palmarès international
| Année | Compétition           | Lieu           | Résultat | Catégorie      |
| ----- | --------------------- | -------------- | -------- | -------------- |
| 1965  | Championnats du monde | Rio de Janeiro | 2e       | Moins de 68 kg |
| 1967  | Championnats du monde | Salt Lake City | 1er      | Moins de 70 kg |
| 1969  | Championnats du monde | Mexico         | 1er      | Moins de 70 kg |
| 1971  | Championnats du monde | Ludwigshafen   | 2e       | Moins de 70 kg |